# Kimberly Stewart
Alana Kimberly Stewart (født 21. august 1979 i Holmby, Californien) er en engelsk-amerikansk model, kendis og skuespillerinde.

## Biografi
Som datter af rockstjernen Rod Stewart og dennes første kone Alana Stewart gik Kimberly først på modelskole, før hun blev ansat af Tommy Hilfiger Company.
Kimberly var sammen med den anden model Meagan Maitlan ansigtet på det australske undertøjsfirma, Antz Pantz, fra slutningen af 2005 til midten af 2006. De to modeller optrådte sammen i tv reklamer og på plakater for firmaet.
Hun har også sit eget tøjmærke, der heder Pinky Star Fish, og hun har designet sko uafhængig af den serie.
Kimberly blev af bladet FHM kåret som den mest eftertragtet single. Afstemningen handlede både om rigdom og udseendet.

### Tv stjerne
I 2005 gik der rygter om at hun skulle erstatte Nicole Ritchie i den 4. sæson af realityserien The Simple Life sammen med Paris Hilton. Men tv-stationen FOX annoncerede, at sæsonen var blevet aflyst. Tv-stationen E! sendte senere sæsonen, og Nicole Richie var med.
Kimberly har siden prøvet at få sin egen MTV realityserie, Win Your Life Back, men det er endnu ikke sikkert, om MTV vil køre den. Hun har også optrådt i MTV Cribs og har tit kunne ses i Celebrities Uncensored. som har kørt på TV 2 Zulu.
Kimberlys skuespildebut var en gæsterolle i serien Undeclared.
På baggrund af hendes tv-optræden har magasinet Blender kåret hende i 2006 som en af de hotteste kvinder i film og tv.

### Musik
Kimberly har også sagt, at hun vil følge i sin fars, Rod Stewarts, fodspor. Kimberly, der selv spiller violin og klaver, kom i kontakt med en producer i 2005 og har siden taget sanglektioner. Kimberly tror på, at musikken er i hendes blod, og hun håber at have et album parat i midten af 2007.

## Privatliv
Fordi hun kommer fra en rig og meget kendt familie, er Kimberly kendt i ugebladene for sine mange kendte venskaber. Hendes venner er blandt andre: Paris Hilton og Nicky Hilton, Britney Spears, Nicole Richie, Lindsay Lohan og Sienna Miller.
Det romantiske liv er også meget kendt i sladderpressen. Der har været rygter om, at hun har været sammen med Jack Osbourne (søn af Ozzy Osbourne), efter at hun havde optrådt i nogle afsnit af realityserien The Osbournes, samt med James Caans søn Scott.
Hun har også været sammen med sangeren Cisco Adler og fik i den anledning en tatovering der stod: ”Daddy’s little girl loves Cisco.” Da de slog op ændrede hun Cisco til disco.
16. november 2005 offentliggjorde Kimberly, at hun var blevet forlovet med Talon Torriero fra Laguna Beach. Men allerede 27. november (kun 12 dage efter) var forlovelsen ophævet.
I marts 2007 var der nye rygter om, at hun var sammen med Cisco igen, efter at han havde brudt med Mischa Barton.

### Helbred
Kimberly fik lavet en brystoperation for at få større bryster, som en del af sin afslutning på modelskolen. Hendes far fortalte, at hendes nye større bryster havde givet hende mere selvtillid. Hun fik dem dog senere fjernet igen, og rygtet siger, at hun sendte implantaterne til Jack Osbourne.
I november 2006 fortalte hendes far, Rod, at Kimberly var blevet behandlet for en leversygdom, der var opstået på grund af stort alkoholforbrug, og at hun af den grund var stoppet med at ryge og drikke. Kimberly siger dog selv, at hendes far vrøvler.